# 509-й истребительный авиационный полк
509-й истребительный авиационный полк (509-й иап) — воинская часть Военно-воздушных сил (ВВС) Вооружённых Сил РККА, принимавшая участие в боевых действиях Великой Отечественной войны.

## История полка
За весь период своего существования полк своё наименование не менял — 509-й истребительный авиационный полк.
509-й истребительный авиационный полк начал формироваться 25 августа 1941 года на основе личного состава 186-го и 188-го иап в 4-м запасном истребительном авиаполку Орловского военного округа в г. Моршанск Тамбовской области по штату 015/174. Закончил формирование 5 сентября 1941 года. Личный состав полка, подготовленный на матчасти старых типов, прошёл программу переучивания на истребитель МиГ-3. Переучивание закончил 25 сентября 1941 года. Перебазировался на Брянский фронт. С 3 октября 1941 года в составе 6-й резервной авиационной группы СВГК, действовавшей в подчинении штаба ВВС Брянского фронта, вступил в боевые действия против фашистской Германии и её союзников на самолётах МиГ-3. Имел в боевом составе 16 МиГ-3 (из них 8 получены из ремонта) и 18 лётчиков, способных на них выполнять боевую работу. В составе 6-й раг принимал участие Битве за Москву:
- Орловско-Брянская операция — с 6 октября 1941 года по 23 октября 1941 года.
- Тульская оборонительная операция — с 24 октября 1941 года по 7 ноября 1941 года.

В первые дни октября лётчики полка прикрывали с воздуха 1-й гвардейский стрелковый корпус генерала Лелюшенко. С 9 по 25 октября 1941 года прикрывали штурмовиком и бомбардировщиков, уничтожавших боевую технику и живую силу противника в районе Мценска, Нарышкино, Орла, в конце месяца на подступах к Туле. Лётчики полка за время участия в боевых действиях произвели 213 самолёто-вылетов, потеряли 13 самолётов, сбитых самолётов противника нет. После кровопролитных боёв 15 ноября полк убыл с фронта на доукомплектование и переучивание.
В ноябре полк прибыл в 6-й запасной истребительный авиационный полк Орловского военного округа в г. Рассказово Тамбовской области, где доукомплектовывался с 20 ноября 1941 года по 19 марта 1942 года. Перебазирован во 2-й запасной истребительный авиационный полк Московского военного округа на ст. Сейма Горьковской области, где с 21 марта по 24 июня переучился на истребители ЛаГГ-3. По готовности был включён в состав ВВС Западного фронта и 26 июня 1942 года приступил к боевой работе в составе 203-й истребительной авиационной дивизии 1-й воздушной армии Западного фронта на самолётах ЛаГГ-3.
Полк принимал участие в операциях:
- Погорело-Городищенская операция — с 30 июля 1942 года по 23 августа 1942 года.
- Белгородско-Харьковская операция — с 3 августа 1943 года по 23 августа 1943 года.

Первые известные воздушные победы полка в Отечественной войне одержаны 7 июля 1942 года: в воздушных боях в районе Буда-Монастырская, Жиздра лётчиками полка сбито 4 самолёта противника (3 Ju-88 и 1 Ме-109 (Messerschmitt Bf.109)). Всего лётчики полка выполнили 556 боевых вылетов, провели 21 воздушный бой, сбили 24 самолёта противника, из них бомбардировщиков — 12, истребителей — 12.
17 ноября 1942 года 509-й истребительный авиационный полк расформирован ввиду отсутствия матчасти распоряжением Командующего 1-й ВА. Личный состав обращён на доукомплектование полков 203-й иад.
В составе действующей армии полк находился:
- с 3 октября 1941 года по 11 ноября 1941 года;
- с 26 июня 1942 года по 17 ноября 1942 года.

### Командир полка
- майор Вихров Тимофей Григорьевич[2], 08.1941 — 17.11.1942

## В составе соединений и объединений
| Период        | Фронт (округ)            | армия               | дивизия                                      | примечание                |
| ------------- | ------------------------ | ------------------- | -------------------------------------------- | ------------------------- |
| 25.08.1941 г. | Орловский военный округ  | ВВС округа          | 4-й запасной истребительный авиационный полк | Моршанск, МиГ-3           |
| 03.10.1941 г. | Брянский фронт           | ВВС фронта          | 6-я резервная авиационная группа             | МиГ-3                     |
| 20.11.1941 г. | Орловский военный округ  | ВВС округа          | 6-й запасной истребительный авиационный полк | Рассказово                |
| 21.03.1942 г. | Московский военный округ | ВВС округа          | 2-й запасной истребительный авиационный полк | Сейма Горьковской области |
| 26.06.1942 г. | Западный фронт           | 1-я воздушная армия | 203-я истребительная авиационная дивизия     | ЛаГГ-3                    |
| 17.11.1942 г. | Западный фронт           | 1-я воздушная армия | 203-я истребительная авиационная дивизия     | расформирован             |

## Лётчики-асы полка
| Фамилия, имя отчество      | Награды | Сбито самолётов (+ в группе) | Примечание |
| -------------------------- | ------- | ---------------------------- | --- |
| Мочалин Александр Иванович |         | 6 + 9                        | Лётчик полка: окт. 1941 — нояб. 1942. Участник Советско-японского конфликта на р. Халхин-Гол (1939). Боевую работу вёл на И-16 в составе 70-го иап. Сбитых самолётов: 4 + 3. в Великой Отечественной войне: Сбитых самолётов: 2 + 6, боевых вылетов: 251. |
| Руденко Ефтихий Филиппович |         | 5 + 4                        | Лётчик полка: авг. — сент. 1941. |

## Итоги боевой деятельности полка
Всего за годы Великой Отечественной войны полком:
| Выполнено боевых вылетов | Сбито самолётов в воздухе | Уничтожено самолётов всего |
| ------------------------ | ------------------------- | -------------------------- |
| 769                      | 24                        | 24                         |

Свои потери:
| Потеряно самолётов, всего      | Погибло лётчиков всего       |
| ------------------------------ | ---------------------------- |
| 17 (боевые — 12; небоевые — 5) | 9 (боевые — 8; небоевые — 1) |

## Самолёты на вооружении
| Период                  | Самолёты | Фото  | Период                  | Самолёты | Фото   |
| ----------------------- | -------- | ----- | ----------------------- | -------- | ------ |
| 25.09.1941 — 15.11.1941 | МиГ-3    | МиГ-3 | 24.06.1942 — 17.11.1942 | ЛаГГ-3   | ЛаГГ-3 |